# Елис (окръг, Оклахома)
Окръг Елис (на английски: Ellis County) е окръг в щата Оклахома, Съединени американски щати. Площта му е 3191 km², а населението – 4075 души (2000). Административен център е град Арнет.